# South Maitland
South Maitland är en del av en befolkad plats i Australien. Den ligger i kommunen Maitland Municipality och delstaten New South Wales, i den sydöstra delen av landet, omkring 130 kilometer norr om delstatshuvudstaden Sydney. Antalet invånare är 533.
Runt South Maitland är det ganska tätbefolkat, med 144 invånare per kvadratkilometer.. Närmaste större samhälle är Maitland, nära South Maitland.
Trakten runt South Maitland består till största delen av jordbruksmark. Genomsnittlig årsnederbörd är 1 277 millimeter. Den regnigaste månaden är februari, med i genomsnitt 223 mm nederbörd, och den torraste är juli, med 46 mm nederbörd.